# 桂三実
桂 三実（かつら さんみ、1993年5月1日 - ）は、上方落語協会に所属する日本の落語家（上方噺家）。本名は斎藤僚平。所属事務所は吉本興業。

## 来歴・人物
愛知県名古屋市緑区出身。中学校までは野球部に所属し、三塁手で2番打者だった。3年生の時、2代目桂枝雀のCDを聴いて落語に関心を持ち、その後桂三枝（現・6代桂文枝）の高座をテレビで見たことで熱心に三枝のビデオをレンタルした。
愛知県立豊明高等学校を卒業後、2012年5月に三枝に入門した。三枝には高校3年生の時に私設事務所ウェブサイトの「お問い合わせ」フォームに弟子入りを志願する書き込みをしていた。三枝からは「入門に対する想いを綴った手紙と履歴書」を送るよう求められ、名古屋の公演で楽屋まで出向いたものの会うことはできず、連絡のないまま高校を卒業。その後で親と大阪に来るよう指示があり、入門を許された。6代文枝が「桂三枝」を名乗った時代の最後の弟子である。入門1か月後に「三実」の高座名を付けられる。
入門後まもなく、師匠の「6代文枝襲名ツアー」が始まり、付き人として同行、多くの芸能人に会う。
2015年7月に年季明けし、8月に淡路島にある兵庫県洲本市の「洲本のいいとこ発信大使」の2代目（初代は月亭八斗）に就任、10月まで居住した。洲本では世話になっている地元農家の手伝いもした。
2018年より個人の会として「桂三実のどえりゃあ落語会」を大阪市の空堀商店街で開いている。

## 受賞歴
- 2022年 繁昌亭新人賞[6]
- 2024年 令和6年度NHK新人落語大賞